# FC Girondins de Bordeaux
Football Club des Girondins de Bordeaux (pronunție în franceză [ʒirɔ̃dɛ̃ də bɔʁdo]), cunoscut uzual ca Girondins de Bordeaux sau simplu Bordeaux, este un club de fotbal profesionist din Bordeaux, Franța, fondat în anul 1881, care evoluează în Championnat National 2. Palmaresul clubului conține șase campionate câștigate, ultimul cucerit în sezonul 2008–09, trei cupe ale Franței și trei cupe ale Ligii franceze. Clubul este unul dintre cele mai bune și vechi echipe din Franța și este deținut în totalitate de omul de afaceri Gérard López.

## Istorie

### 2008-2010

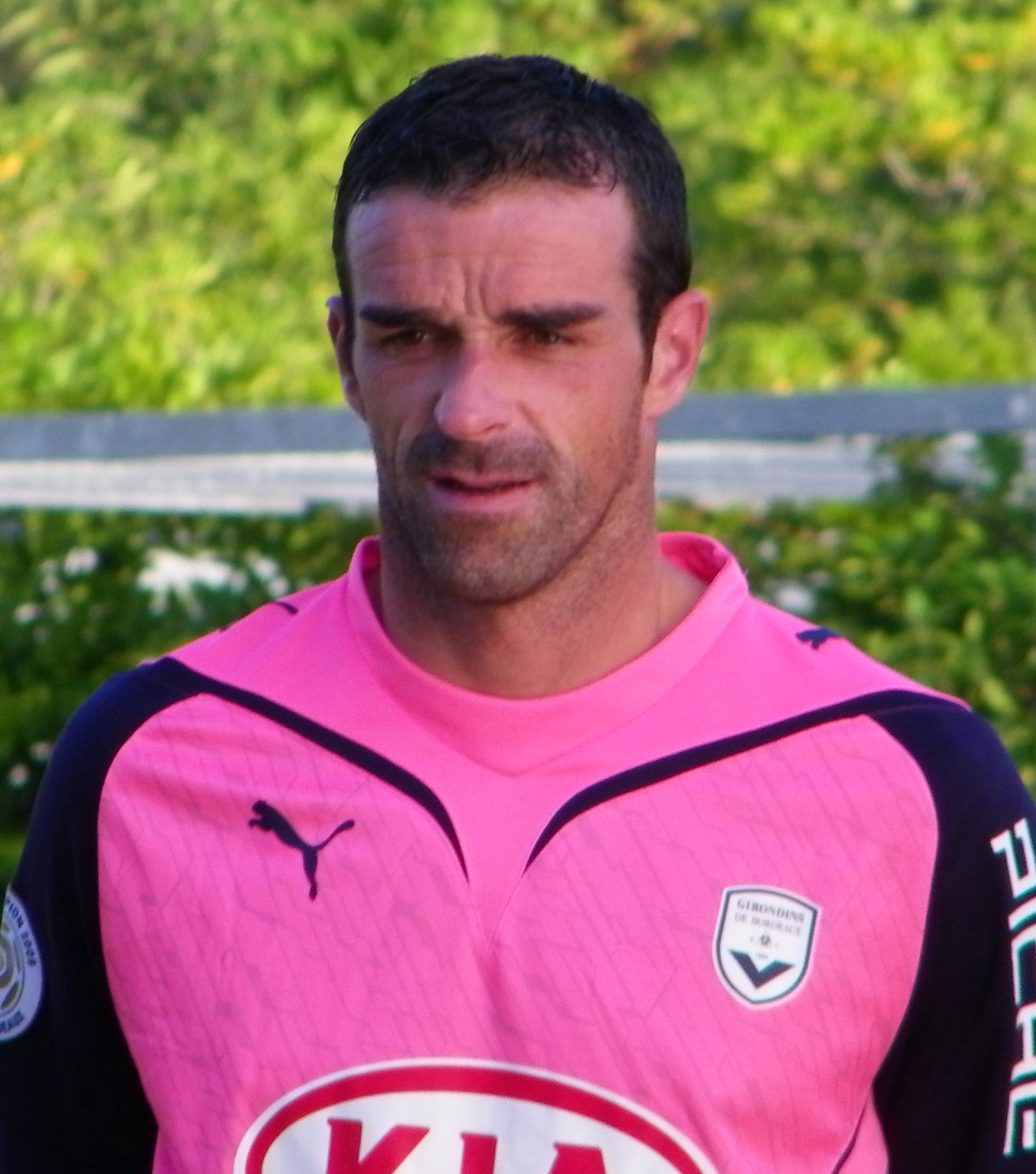
Ulrich Ramé, portarul echipei între 1997-2011

În sezonul 2008-2009 Girondins de Bordeaux a jucat în UEFA Champions League în grupă cu Chelsea, AS Roma și CFR 1907 Cluj. Acesta a fost și cel mai bun sezon pentru Bordeaux în Liga Campionilor UEFA. Echipa a câștigat meciurile împotriva lui Juventus Torino și împotriva lui FC Bayern München și s-a calificat prima din grupa sa, fără a suferi vreo înfrângere. Cu victoriiile împotriva lui Olympiacos Pireu în optimile de finală (1-0 în tur și 2-1 în retur), Bordeaux a fost realizat o serie de șapte victorii consecutive, record pentru o echipă franceză în UEFA Champions League. Fără căpitanul Alou Diarra, care a fost indisponibil, echipa a fost eliminată de Olympique Lyonnais în sferturile de finală, cu scorul general de trei la doi (3-1 / 0-1).

### 2010-2013
Din 2010, clubul a suferit multe schimbări semnificative: antrenorul Laurent Blanc a plecat la echipa națională de fotbal a Franței, liderii Yoann Gourcuff și Marouane Chamakh au plecat la Olympique Lyonnais și Arsenal FC, respectiv. Căpitanul a plecat în 2011 la Olympique de Marseille. Jean Tigana a fost numit antrenor, iar Michel Pavon – antrenor secund.
Clubul a trecut printr-o criză, dar sosirea noului antrenor Francis Gillot în 2011 a ajutat mult echipa care a jucat în UEFA Europa League în sezonul 2012-2013. Echipa a jucat foarte bine până la fereastra de transferuri din iarna lui 2013, cu o calificare în faza grupelor de pe prima poziție din grupa sa, înaintea lui Newcastle United FC. În fereastra de transferuri de iarnă, clubul a pierdut trei importanți jucători: Yoan Gouffran, Jussiê și Matthieu Chalmé, care au plecat la Newcastle United, Al Wasl FC și AC Ajaccio, respectiv. În același mercato, clubul i-a luat pe Julien Faubert de la Real Madrid CF (împrumutat de West Ham United FC) și Diego Rolán de la Defensor SC (Uruguay), dar Diego Rolán a s-a accidentat la chiar primul meci pentru Bordeaux. Echipa a fost eliminată din UEFA Europa League în optimile de finală, de către S.L. Benfica și a continuat să joace pe două fronturi, doar în Ligue 1 și Cupa Franței.

## Stadion

### Stade Jacques-Chaban-Delmas
Între anii 1938-2015 echipa a jucat pe Stade Jacques-Chaban-Delmas, care are o capacitate de 34.614 locuri (32.500 în configurația UEFA).
Stade Jacques-Chaban-Delmas posedă cel mai lung tunel pentru jucători din Europa, cu o lungime de 120 de metri. Recordul de asistență al echipei pe stadion este de 40.200 de spectatori, stabilit pe 24 aprilie 1985, într-un meci contra lui Juventus Torino. 
Girondins de Bordeaux a jucat ultimul său meci pe Stade Jacques-Chaban-Delmas în data de 9 mai 2015.

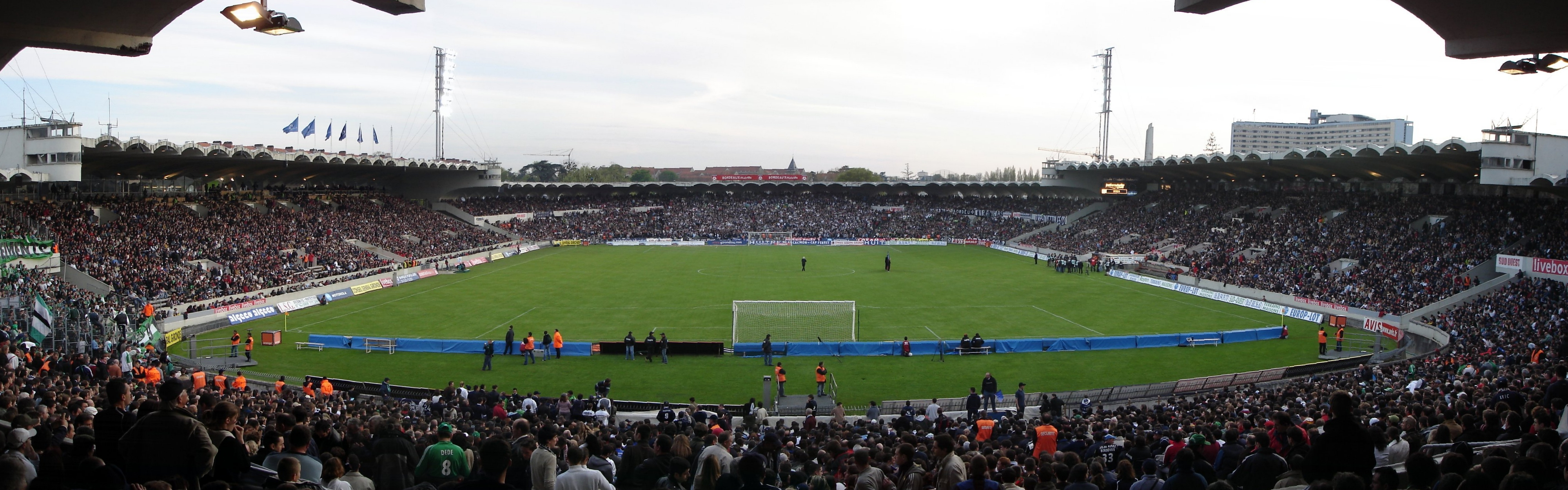
Stade Jacques Chaban-Delmas

### Nouveau Stade de Bordeaux
Noul stadion al echipei a fost construit în cartierul Lac, în partea de nord a orașului Bordeaux. Cu o capacitate de 42.115 de locuri, acesta dispune de toate facilitățile și corespunde tuturor normelor impuse de UEFA, și în afară de meciurile lui Girondins de Bordeaux, mai găzduiește concerte și meciuri internaționale, în particular de la Campionatul European de Fotbal 2016, care va avea loc în Franța între 10 iunie și 10 iulie 2016.
La 23 mai 2015, cu ocazia celei de-a 38-a și ultima etapă din Ligue 1 2014-2015, a avut loc meciul inaugural a noului stadion din Bordeaux, în care s-au confruntat FC Girondins de Bordeaux și Montpellier Hérault Sport Club.

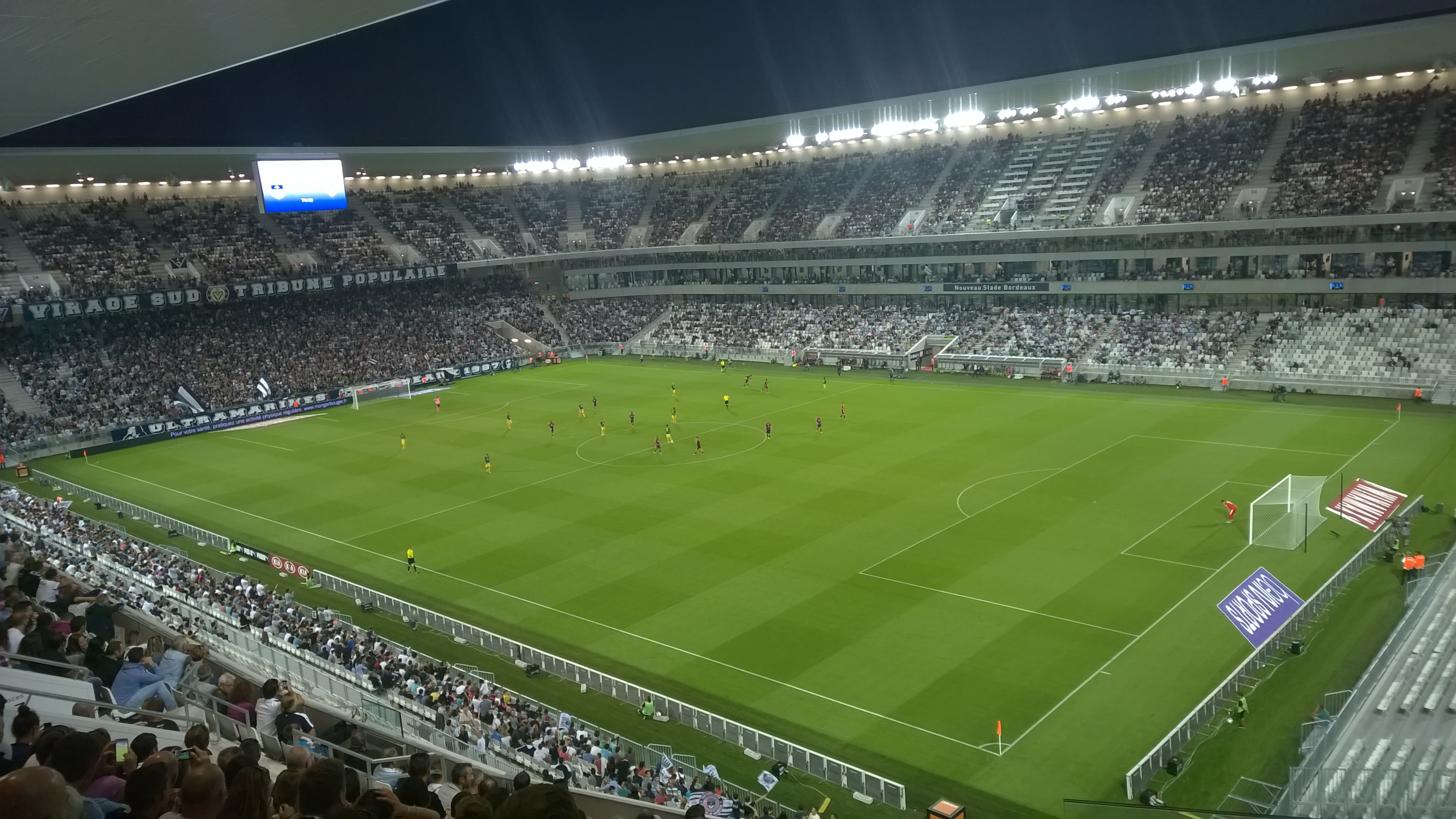
Nouveau Stade de Bordeaux

## Recorduri
FC Girondins de Bordeaux deține câteva recorduri naționale:
- Cel mai mare număr de victorii consecutive într-un singur sezon de Ligue 1: 11 vivtorii în 2008-2009
- Cel mai mare număr de victorii consecutive în Ligue 1: 14 (în sezoanele 2008-2009 și 2009-2010)
- Cel mai mare număr de victorii consecutive ale unei echipe franceze în Liga Campionilor UEFA: 7 (2009-2010)
- Cel mai lungă serie de meciuri fără gol primit a unui portar timp de un sezon: Gaëtan Huard (1176 minute (13 meciuri) în sezonul 1992-1993)[9]

## Palmares

### Național
- Ligue 1 (6): 1949–50, 1983–84, 1984–85, 1986–87, 1998–99, 2008–09

- Ligue 2 (1): 1991–92

- Championnat National (3): 1937, 1944, 1953

- Coupe de France (4): 1940–41, 1985–86, 1986–87, 2012–13

Finalistă (6): 1942–43, 1951–52, 1954–55, 1963–64, 1967–68, 1968–69
- Coupe de la Ligue (3): 2001–02, 2006–07, 2008–09

Finalistă (3): 1996–97, 1997–98, 2009–10
- Trophée des champions (3): 1986, 2008, 2009

Finalistă (4): 1968, 1985, 1999, 2013

### Europa
- Cupa UEFA

Finalistă (1): 1995–96
- Cupa UEFA Intertoto (1): 1995

Altele
- Cupa Latină

Finalistă (1): 1950
- Coppa delle Alpi (1): 1980

Finalistă (1): 1972

## Jucători notabili
| - Klaus Allofs - Patrick Battiston - Philippe Bergeroo - Pierre Bernard - Fernando Cavenaghi - Marouane Chamakh - André Chorda - Dominique Dropsy - Christophe Dugarry (campion mondial 1998) - Jean-Marc Ferreri - Jean Gallice - Bernard Genghini - André Gérard - René Girard - Alain Giresse - Yoan Gouffran - Yoann Gourcuff | - Bertus de Harder - Henrique - Gaëtan Huard - David Jemmali - Franck Jurietti - Édouard Kargu - Wim Kieft - Bernard Lacombe - Lilian Laslandes - Bixente Lizarazu (campion mondial 1998) - Rio Mavuba - Johan Micoud - Dieter Müller - Ludovic Obraniak - Jesper Olsen - Jean-Pierre Papin - Pauleta | - Michel Pavon - Ulrich Ramé - Alain Roche - Gernot Rohr - Sávio - Enzo Scifo - Didier Sénac - Jacky Simon - Jean-Christophe Thouvenel - Jean Tigana - Marius Trésor - Thierry Tusseau - Santiago Urtizberea - Zlatko Vujovic - Sylvain Wiltord - Richard Witschge - Zinedine Zidane (campion mondial 1998) |

## Antrenori

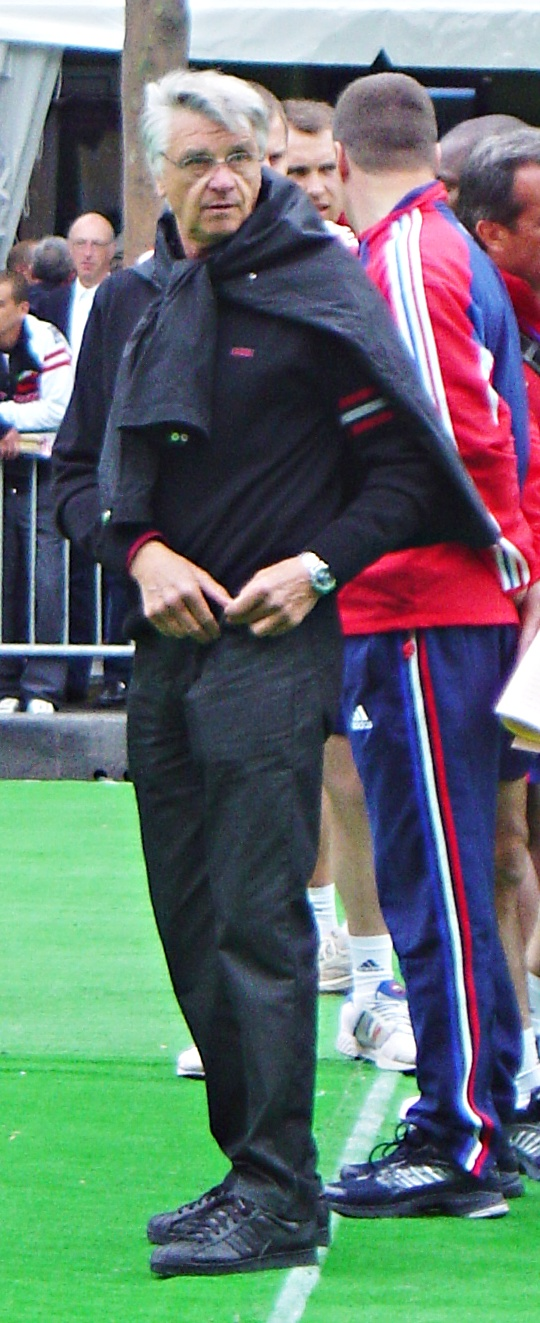
Aimé Jacquet

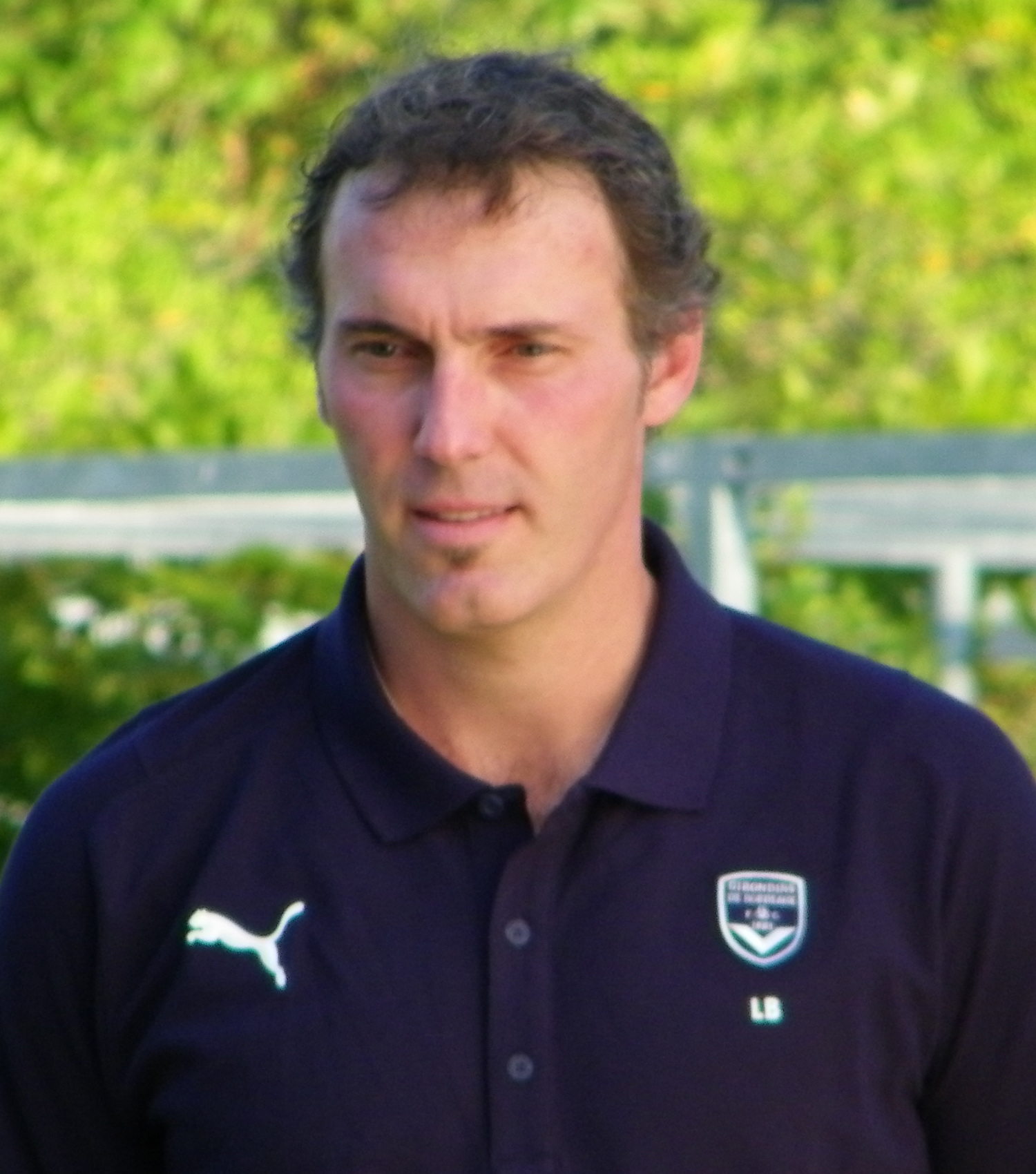
Laurent Blanc

| - Benito Díaz, 1937–1942 - Santiago Urtizberea, 1942–1943 - Eugen Stern, 1943 - Oscar Saggiero, 1943–1945 - Maurice Bunyan, 1945–1947 - André Gérard, 1947–1957 - Santiago Urtizberea, 1957 - Camille Libar, 1957–1960 - Salvador Artigas, 1960–1967 - Jean-Pierre Bakrim, 1967–1970 - Pierre Danzelle, 1970 - André Gérard, 1970–1972 - Pierre Phelipon, 1972–1974 - André Menaut, 1974–1976 - Christian Montes, 1976–1978 - Luis Carniglia, 1978–1979 - Raymond Goethals, 1979–1980 - Aimé Jacquet, 1980–1989 - Didier Couécou, 1989 - Raymond Goethals, 1989–1990 - Gernot Rohr, 1990 - Gérard Gili, 1990–1991 |  | - Gernot Rohr, 1991–1992 - Rolland Courbis, 1992–1994 - Toni, 1994–1995 - Eric Guérit, 1995 - Slavo Muslin, 1995–1996 - Gernot Rohr, 1996 - Rolland Courbis, 1996–1997 - Guy Stéphan, 1997 - Élie Baup, 1998–2003 - Michel Pavon, 2003–2005 - Ricardo Gomes, 2005–2007 - Laurent Blanc, 2007–2010 - Jean Tigana, 2010–2011 - Francis Gillot, 2011–2014 - Willy Sagnol, 2014-2016 - Ulrich Ramé, 2016 - Jocelyn Gourvennec, 2016–2018 - Gustavo Poyet, 2018 - Ricardo Gomes, 2018–2019 - Paulo Sousa, 2019–2020 - Vladimir Petković 2021–2022 - David Guion, 2022- |

## Președinți
| #  | Nume                      | Perioada             |
| -- | ------------------------- | -------------------- |
| 1  | Henri Descombes           | 1910-1911, 1919-1923 |
| 2  | Georges Boubes            | 1923-1924            |
| 3  | André Goutille            | 1924-1934            |
| 4  | Olivier Lhoste-Clos       | 1934-1945            |
| 5  | Jean Humarau              | 1945-1957            |
| 6  | Jean Michard-Pelissier    | 1957-1961            |
| 7  | Henri Martin              | 1961-1971            |
| 8  | Emile Laurent             | 1971-1972            |
| 9  | André Sicard/Jean Roureau | 1972-1979            |
| 10 | Claude Bez                | 1979-1990            |
| 11 | Afflelou și Lange         | 1990-1996            |
| 12 | Triaud și Lange           | 1996-1999            |
| 13 | Jean-Louis Triaud         | 1999-2002            |
| 14 | Dominique Imbault         | 2002-2003            |
| 15 | Jean-Louis Triaud         | 2003-2017            |
| 16 | Stéphane Martin           | 2017-2018            |
| 17 | Frédéric Longuépée        | 2018-2021            |
| 18 | Gérard Lopez              | 2021-                |